# ちから
株式会社ちからは、広島市・呉市を中心にうどん店チェーンを展開する日本の企業。

## 概要
主な事業内容はうどんと和菓子の製造販売である。
広島市を中心に直営店31店舗（2016年9月現在）を展開している。理由として、広島市内にある工場から運べる範囲に店舗を配置する方針からである。特に広島市内の一等地（八丁堀 - 本通）に集中的に出店しているのが特徴。
店外に向いた対面式の販売スペースと店内の飲食カウンターを併設している店舗が多い。
関西地方で発祥した「力餅食堂」にルーツを持つ。

## 沿革
- 1935年 - 和歌山県のうどん屋からのれんわけし、広島市本通1丁目（現在の広島市中区本通）で創立。
- 1944年 - 戦争による一時中断。
- 1952年 - 広島市鉄砲町（現在の広島市中区鉄砲町）にて再開。
- 1955年 - 有限会社「ちから」が創立。ちから駅前店が開店。
- 1967年 - 社員寮のちからビルが完成。
- 1973年 - 本部と本店が現在地（鉄砲町9-6）に移転。
- 1981年 - 法人を有限会社から株式会社に変更。
- 1991年 - 「マック事業部」と「湧々事業部」が設立。
- 1994年 - 「イベントス事業部」が設立。
- 2000年 - シーサイト設立に伴い資本参加。
- 2004年 - 「酒販事業部」が設立しワインショップの「グラン・ヴァン」が開店。
- 2012年 - 福岡県福岡市のラーメン専門店「博多一風堂」（経営母体・力の源カンパニー）との業務提携にて初のラーメン専門店「中華そば・ちから」が開店（安芸郡府中町本町）

## 店舗

### 広島市
- ちから本店　広島市中区鉄砲町
- ちから十日市店　広島市中区十日市町
- ちからタカノ橋店　広島市中区大手町
- ちから中の棚店　広島市中区立町
- ちから堀川店　広島市中区流川町
- 中華そば ちから八丁堀店　広島市中区八丁堀
- ちから上八丁堀店　広島市中区上八丁堀
- ちから本通四丁目店　広島市中区紙屋町
- ちから舟入店　広島市中区舟入本町
- ちからそごう店　広島市中区基町
- ちから皆実４丁目店　広島市南区皆実町
- ちから広島駅店　広島市南区松原町
- ちから福屋広島駅前店　広島市南区松原町
- ちからゆめタウンみゆき店　広島市南区宇品西
- ちから光町店　広島市東区光町
- ちから観音店　広島市西区南観音
- ちから井口店　広島市西区井口台
- ちから己斐店　広島市西区己斐本町
- ちからアルパーク天満屋店　広島市西区井口明神
- ちから中広店　広島市西区中広町
- ちから商工センター店　広島市西区商工センター
- ちから矢野店　広島市安芸区矢野西
- ちから船越店　広島市安芸区船越南
- ちから八木店　広島市安佐南区緑井
- ちから西原店　広島市安佐南区西原
- ちから高陽店　広島市安佐北区口田
- ちからマルナカ可部店　広島市安佐北区可部 山陽マルナカ可部店
- ちから五日市店　広島市佐伯区五日市駅前
- ちからサンリブ五日市店　広島市佐伯区八幡（中華そばも扱っている）

### 広島市以外
- ちからサンリブ府中店　安芸郡府中町大須（中華そばも扱っている）
- ちから呉駅店　呉市宝町

## 過去に存在した店舗
- ちから京口通店　広島市中区八丁堀
- ちから八丁堀店　広島市中区八丁堀
- ちから新天地店　広島市中区新天地
- ちから流川店　広島市中区流川町
- ちから広テレプラザ店　広島市中区中町
- ちから富士見店　広島市中区富士見町
- ちから白島店　広島市中区白島
- ちから皆実町店　広島市南区翠
- ちから旭町店　広島市南区旭町
- ちから宇品店　広島市南区宇品御幸
- ちから出汐店　広島市南区出汐
- ちから本浦店　広島市南区東本浦町
- ちから的場店　広島市南区的場町
- ちから尾長店　広島市東区尾長西
- ちから牛田店　広島市東区牛田旭
- ちから戸坂店　広島市東区戸坂中町
- ちから矢野西店　広島市安芸区矢野西
- ちから祇園店　広島市安佐南区西原
- ちから楽々園店　広島市佐伯区楽々園
- ちから海田店　安芸郡海田町窪町
- ちから向洋店　安芸郡府中町青崎南